# رشت
رشت مدينة إيرانية تقع شمال غرب البلاد عاصمة محافظة كيلان، وهي من أهم مدن الشمال الإيراني.
إن محافظة جيلان تتكلم الجاليكية، فاللغة الرسمية لمدينة رشت هي الفارسية والكيلكية، وتعد رشت من المدن السياحية الجميلة في شمال إيران وتعرف بزراعة الأرز والشاي، تعتبر غاباتها الخلابة من الغابات ذات المساحات الخضراء القليلة في إيران.

## المواصلات
مطار رشت مطار تقوم الحكومة الإيرانية حاليا بتحويله إلى مطار دولي ليخدم مدن محافظتي جيلان ومازاندران.

## توأمة
لرشت اتفاقيات توأمة مع كل من:
- موسكو
- أستراخان
- طرابزون
- كوتايسي
- ملتان

## أعلام ومشاهير من رشت
- خسرو غلسرخي [الإنجليزية]. (بالفارسية: خسرو گلسرخی) صحفي، وشاعر، وقائد شيوعي في إيران أثناء الحرب الباردة.
- ميرزا كوجك خان. ثائر إيراني قام ضد الحكومة القاجارية.
- كاظم الرشتي. رجل دين شيعي، وثاني أبرز رجال الدين في المدرسة الشيخية.

## أعلام
- مرجان ساترابي
- ميرزا كوجك خان
- محسن فروزان
- كاظم الرشتي
- ميرزا كاظم بك
- عباس أميري